# Noël Chomel
Pour les articles homonymes, voir Chomel.

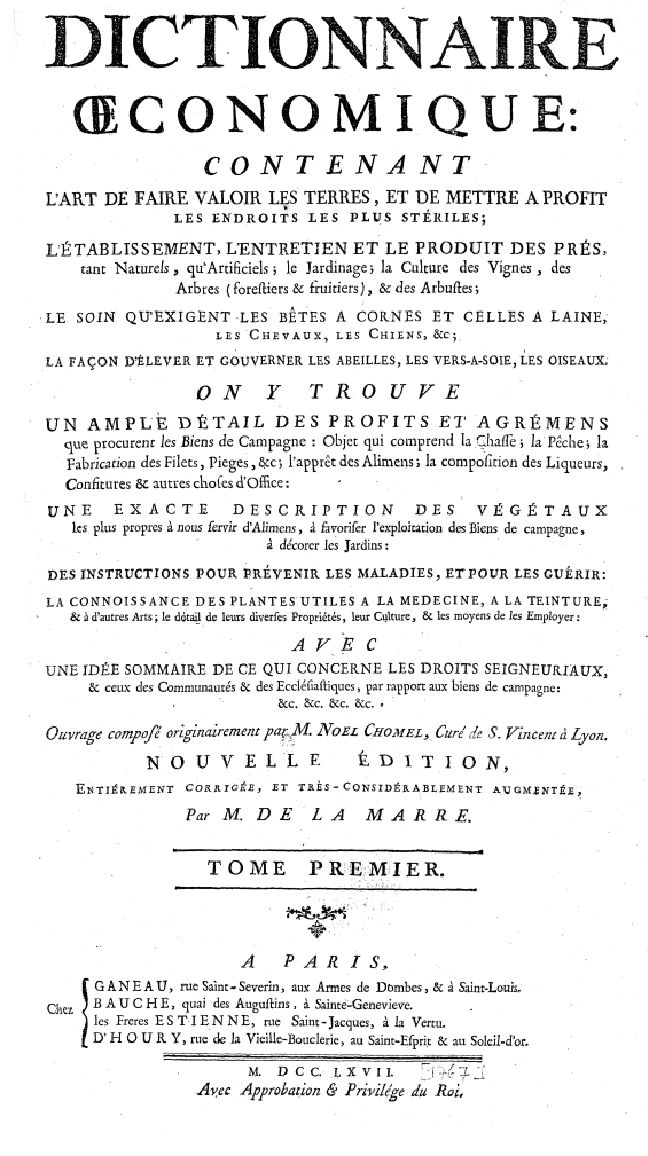
Titre de l'édition de 1767
du Dictionnaire Œconomique.

Noël Chomel, né à Gannat le 3 novembre 1633 et mort le 30 octobre 1712, est un agronome et encyclopédiste français, auteur du Dictionnaire œconomique, contenant divers moyens d'augmenter son bien, et de conserver sa santé.

## Biographie
Il entre au séminaire de Saint-Sulpice à Paris, où son supérieur le charge de gérer les biens que possède la communauté au château d'Avron près de Vincennes : des bois, des vignes, des prés, des étangs, des potagers. Chomel prend là son goût pour l'agriculture et se lie avec Jean-Baptiste de La Quintinie, jardinier de Louis XIV, qui lui fait profiter de ses connaissances.
Plus tard, il est envoyé à Lyon comme curé de la paroisse de Saint-Vincent. Dans les années 1670, il crée dans sa paroisse une maison pour accueillir les servantes « hors de condition », puis en 1682 une maison pour les prêtres âgés. Il est aussi économe de l'Hôtel-Dieu de Lyon. Durant les loisirs que lui laisse ce ministère, il rédige la somme de ses expériences rurales et domestiques et donne en 1709, à l'âge de 76 ans, la première édition de son Dictionnaire œconomique.

## Le dictionnaire
Ainsi que le fait remarquer le chroniqueur du Journal des sçavans, qui rend compte de la deuxième édition de cet ouvrage en 1718, son titre à lui seul « est d'une étendue et d'un détail qui donnent une idée suffisante de ce grand recueil » :

« Dictionnaire œconomique, contenant divers moyens d'augmenter son bien, & de conserver sa santé, avec plusieurs remèdes assurez & éprouvez pour un très-grand nombre de maladies, et de beaux secrets pour parvenir à une heureuse & longue vieillesse. Quantité de moyens pour élever, nourrir, guérir & faire profiter toutes sortes d'animaux domestiques, comme Brebis, Moutons, Bœufs, Chevaux, Mulets, Poules, Abeille, & Vers à Soye. Différens Filets pour la pêche de toutes sortes de Poissons, et pour la Chasse de toutes sortes d'Oiseaux & d'Animaux, &c. Une infinité de secrets découverts dans le Jardinage, la Botanique, l'Agriculture, les Terres, les Vignes, les Arbres ; comme aussi la connoissance des Plantes des Païs étrangers, & leurs qualitez spécifiques, &c. Les moyens de tirer tout l'avantage des Fabriques de Savon, d'Amidon ; de filer le Coton, de faire à peu de frais des Pierres artificielles, fort ressemblantes aux naturelles, de peindre en migniature sans sçavoir le dessein, & travailler Bayettes, ou Étoffes établies nouvellement en ce Royaume, pour l'usage de ce Païs, & pour l'Espagne, &c. Les moyens dont se servent les Marchands pour faire de gros établissemens, ceux par lesquels les Anglois et les Hollandois se sont enrichis en trafiquant des Chevaux, des Chèvres, des Brebis, &c. Tout ce que doivent faire les Artisans, Jardiniers, Vignerons, Marchands, Négocians, Banquiers, Commissionnaires, Magistrats, Officiers de Justice, Gentilhommes & autres d'une qualité, & d'un emploi plus relevé, pour s'enrichir, &c. Chacun pourra se convaincre de toutes ces véritez, en cherchant ce qui peut lui convenir, chaque chose étant rangée par ordre alphabétique, comme dans les Dictionnaires. »

Pour ce qui est de l'agriculture, Chomel y a fondu la Maison rustique de Louis Liger, mais avec des modifications au cours des éditions, en particulier en 1767.
Plusieurs fois renommé, embelli, augmenté, élagué, remanié et réédité entre 1718 et 1777, traduit en allemand, en hollandais et en anglais, le Dictionnaire œconomique valut à Noël Chomel une notoriété posthume durable. Parmi toutes les éditions, celle de 1767 en trois volumes est la plus complète et la plus recherchée, car, comme l'explique l'éditeur dans sa préface, c'est la seule dans laquelle le supplément ait été fondu avec le corps de l'ouvrage, et de nombreux articles, tel que celui sur le cacao, y ont été considérablement augmentés. « Au reste, ajoute-t-il, je ne me suis pas proposé d'épuiser mon sujet. Plus on étudie l'Œconomie rurale, plus on aperçoit qu'elle a une espèce d'immensité. »

## Pages de l'édition de 1767

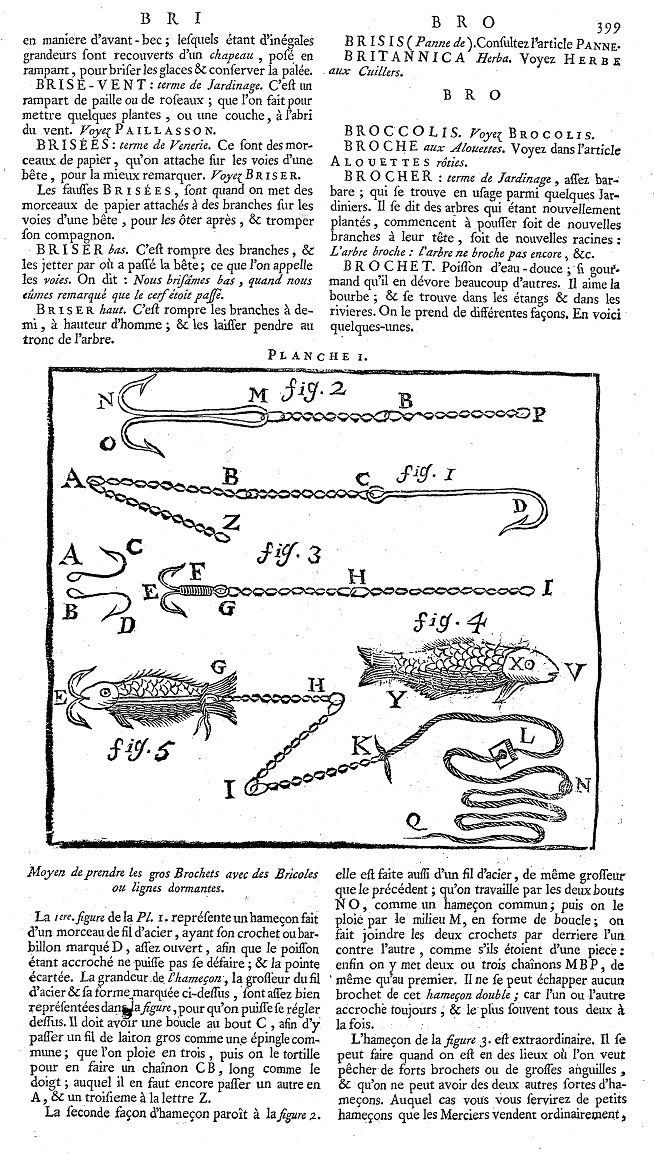
1. Moyens de prendre les gros brochets.
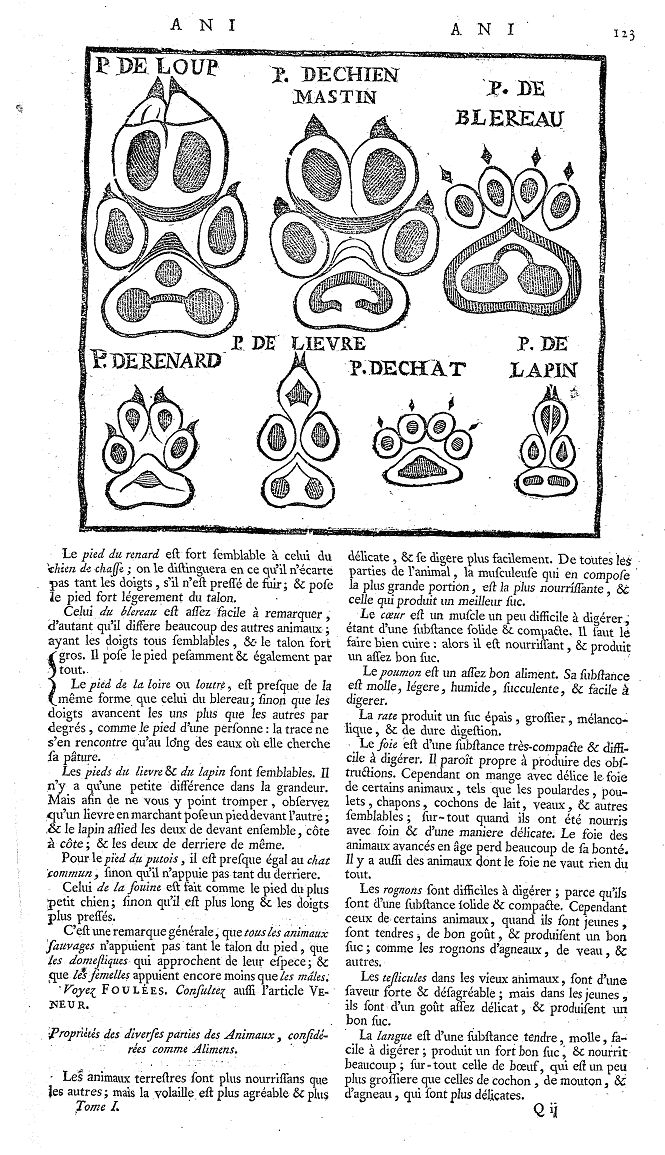
2. Empreintes de pattes d'animaux.
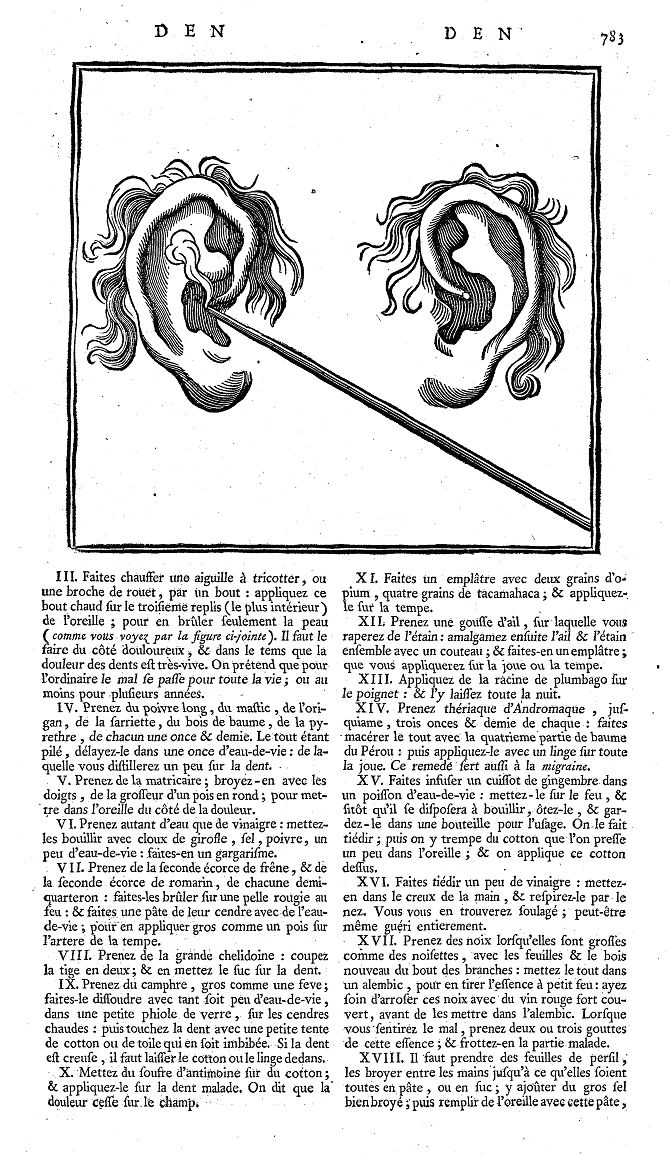
3. Remèdes contre les maux de dents.
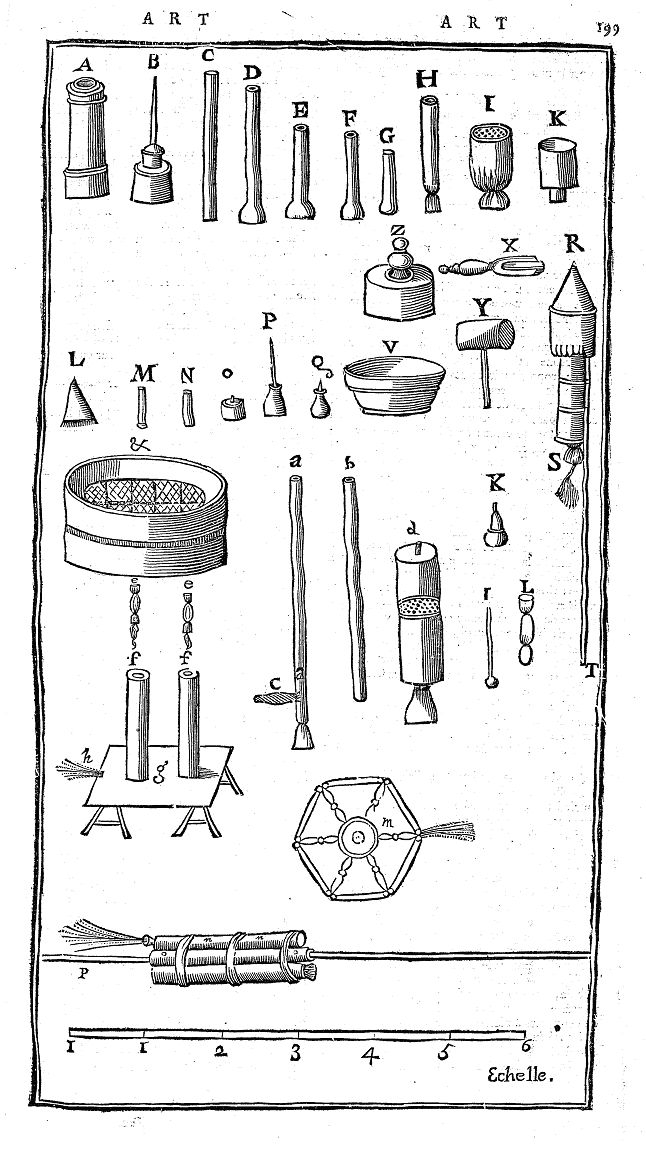
4. Composition d'une fusée volante.

1. Moyens de prendre les gros brochets avec des bricoles ou lignes dormantes.
2. Pattes de loup ; de chien mâtin ; de blaireau : de renard ; de lièvre ; de chat ; de lapin.
3. Remède n° III contre les maux de dents : « Faites chauffer une aiguille à tricoter, ou une broche de rouet, par un bout : appliquez ce bout chaud sur le troisième repli (le plus intérieur) de l'oreille, pour en brûler seulement la peau. Il faut le faire du côté douloureux, et dans le temps que la douleur des dents est très vive. On prétend que pour l'ordinaire le mal se passe pour toute la vie ; ou au moins pour plusieurs années[5]. »
4. Composition d'une fusée volante : « Comme les feux d'artifice sont le plus bel ornement des réjouissances publiques et des fêtes solennelles, et que bien des personnes souhaiteraient d'y contribuer par leur travail et la dépense, on a cru nécessaire de leur en donner une connaissance assez étendue, non seulement pour exécuter ceux qui sont ordinairement en usage, mais encore pour être en état d'en inventer de nouveaux[6]. »